# Lijst van beklimmingen in de Driedaagse van West-Vlaanderen
De lijst van beklimmingen in de Driedaagse van West-Vlaanderen geeft een overzicht van heuvels die onderdeel zijn (geweest) van het parcours van de driedaagse wielerwedstrijd Driedaagse van West-Vlaanderen.

## B
- Beiaardhelling

## K
- Keiberg
- Kemmelberg

## M
- Monteberg

## R
- Rodeberg
- Ruidenberg

## T
- Tiegemberg

## Z
- Zwarteberg